# دانيلا هندرسون
دانيلا هندرسون (بالإنجليزية: Danielle Henderson)‏ هي لاعبة كرة لينة أمريكية، ولدت في 29 يناير 1977 في كوماك في الولايات المتحدة.

## وصلات خارجية
- دانيلا هندرسون على موقع اللجنة الأولمبية الدولية (الإنجليزية)
- دانيلا هندرسون على موقع أوليمبيديا (الإنجليزية)